# Niederense (Ense)
Niederense ist mit seinen rund 3.370 Einwohnern der Ortsteil der Gemeinde Ense mit der zweithöchsten Bevölkerungszahl. Der Ort liegt zwischen dem Haarstrang und dem Arnsberger Wald und bildet die Pforte zum Sauerland und zur Soester Börde.

## Geschichte
Der untere Teil des Dorfes befindet sich am Lauf der Möhne. Dort stand bis zum 17. Mai 1943 das Zisterzienserinnenkloster Himmelpforten, das bis dahin die heilige Stätte von Niederense war. Die im Bereich des Klosters liegende Gemeinde Himmelpforten wurde am 1. April 1901 nach Niederense eingemeindet. Später wurde im Ort selbst die neue Pfarrkirche St. Bernhard errichtet, die Teile des zerstörten Klosters enthält (siehe Kloster Himmelpforten). Das Dorfleben ist durch zahlreiche Feste, Vereine und Gruppierungen geprägt. Sehr beliebt, auch bei auswärtigen Besuchern, sind das Schützenfest der Schützenbruderschaft St. Hubertus 1824 Niederense e. V. und der alljährliche Allerheiligenmarkt.
Am 1. Juli 1969 wurde Niederense durch § 7 Soest/Beckum-Gesetz in die neue Gemeinde Ense eingegliedert.
Nach einem Bescheid des Landschaftsverbandes Westfalen-Lippe vom Januar 2015 kann die St.-Anna-Kapelle in Niederense in die Denkmalliste der Gemeinde Ense eingetragen werden.

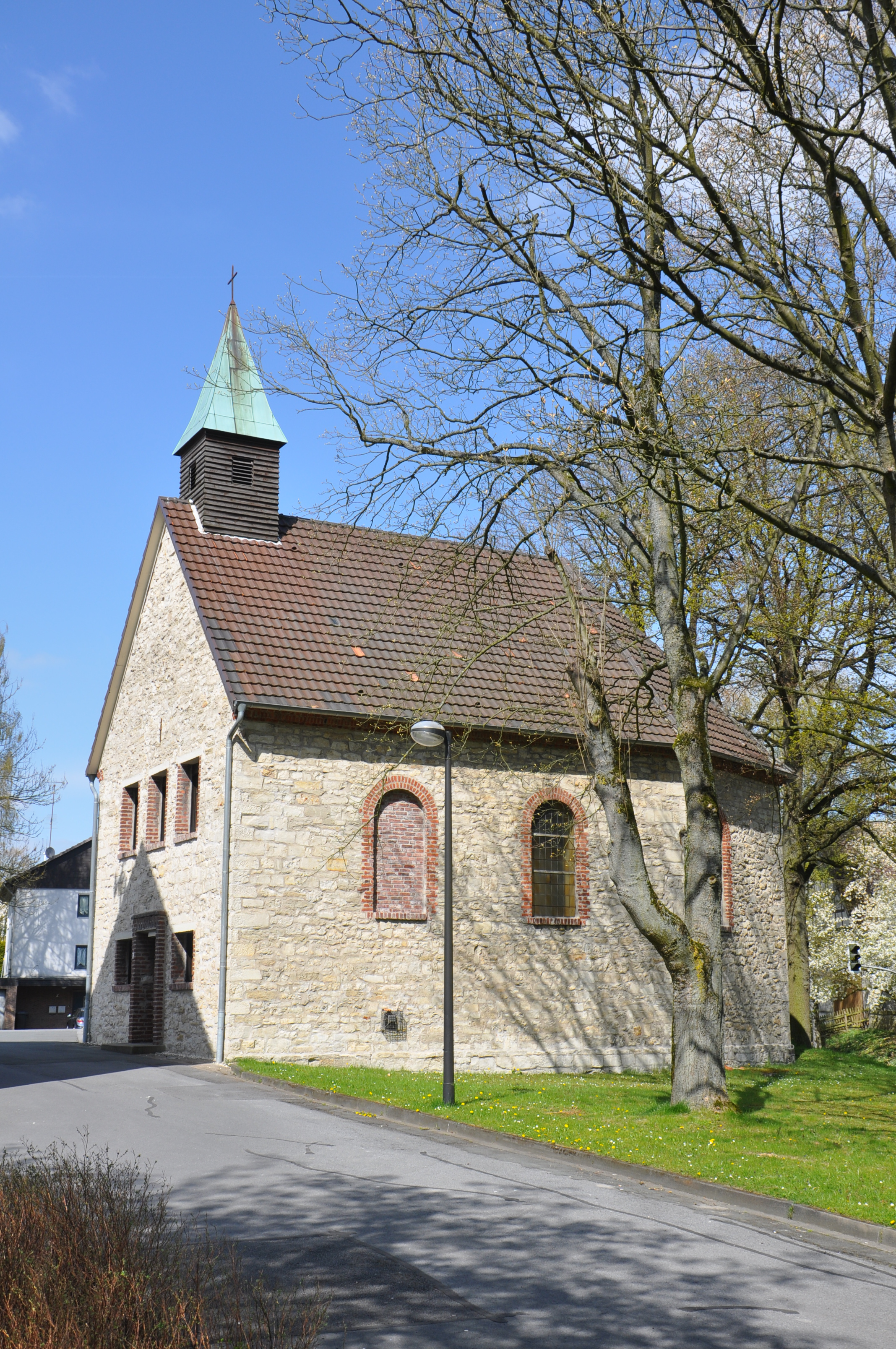
Ense-Niederense, Kapelle St. Anna

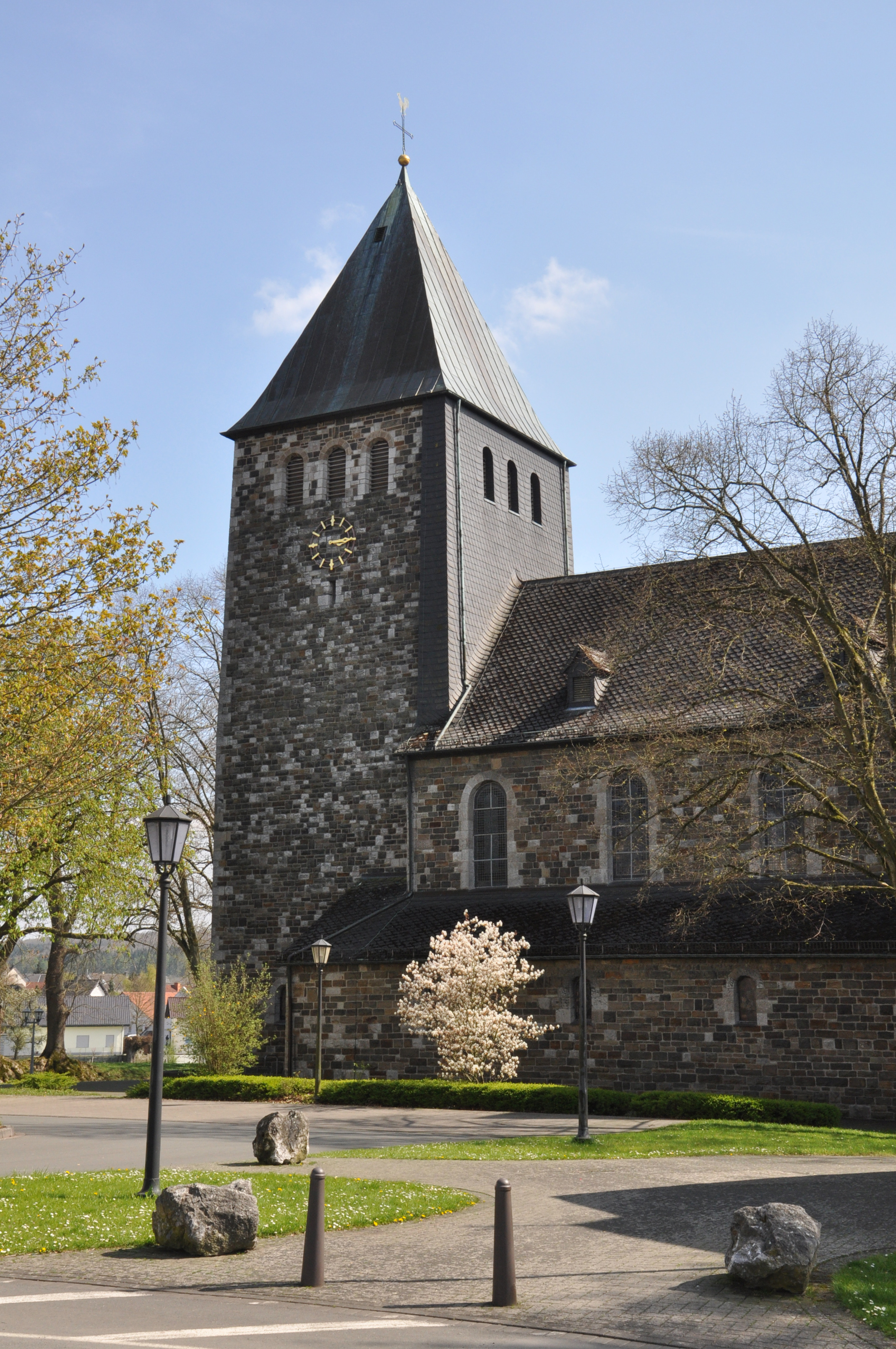
Ense-Niederense, St. Bernhard

## Öffentliche Einrichtungen
Die Bernhardusschule, eine städtische Grundschule, befindet sich in Niederense. Der Verein für Geschichte und Heimatpflege Niederense-Himmelpforten betreibt an der Bernhardusschule das Heimatmuseum Niederense.

## Enser See
Südlich vom Dorf liegt der Enser See bzw. das Naturschutzgebiet Enser See.